# Markstation

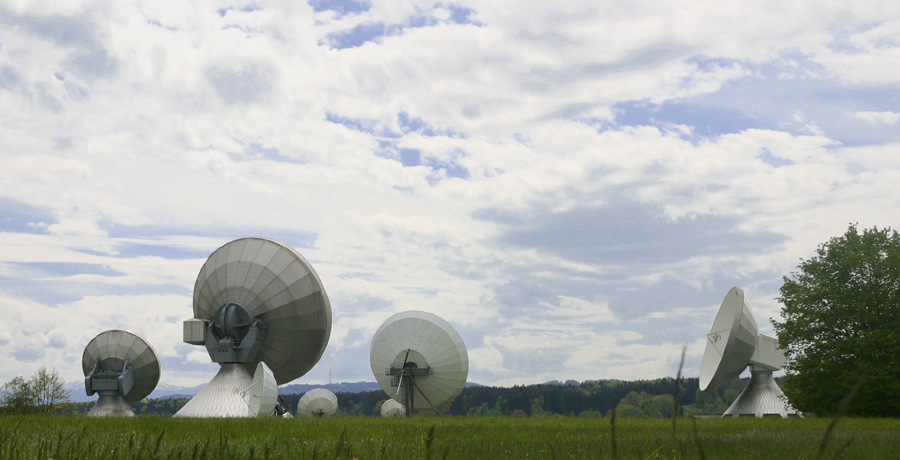
Erdfunkstelle Raisting (nära Ammersee)

En markstation (av engelska ground station) eller jordstation (av engelska earth station) är en anläggning på jordytan för överföring av data till och från rymdfarkoster, för baninmätning, med mera.